# Clive Sinclair

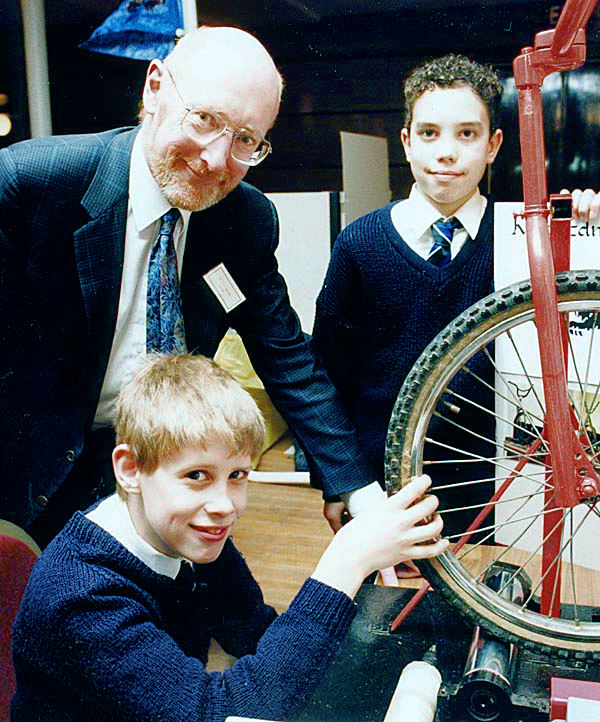
Sir Clive Sinclair na spotkaniu z młodymi wynalazcami

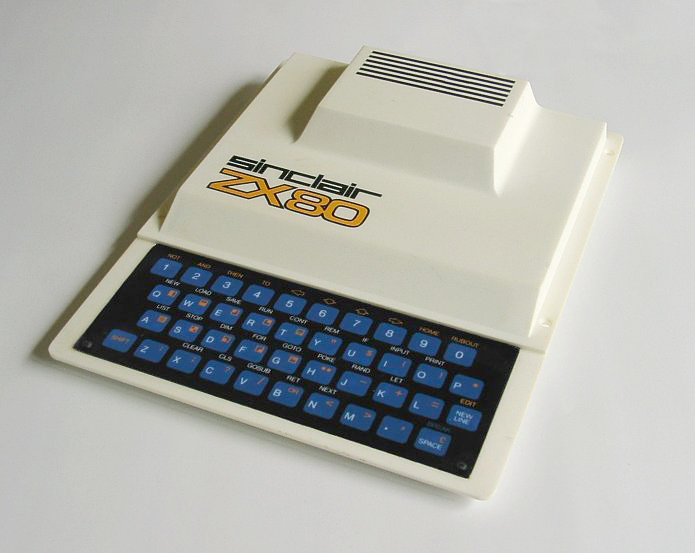
ZX80

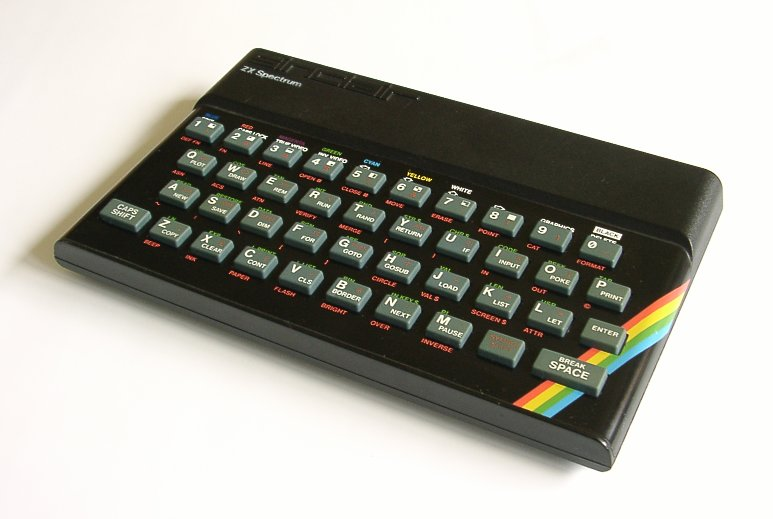
ZX Spectrum

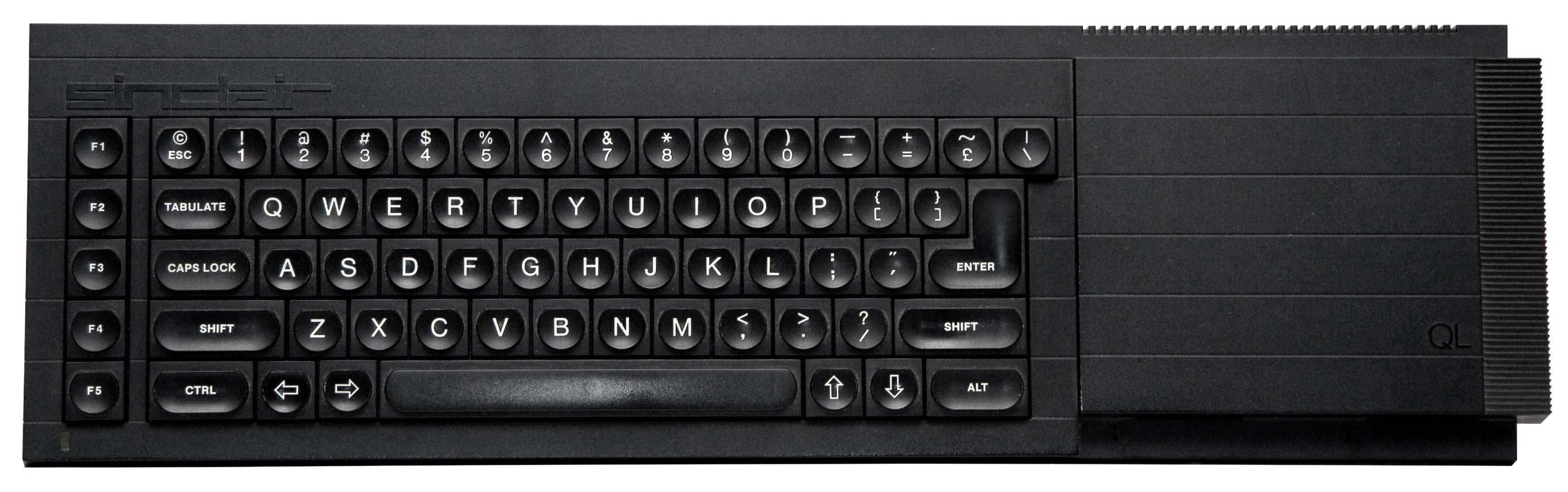
Sinclair QL

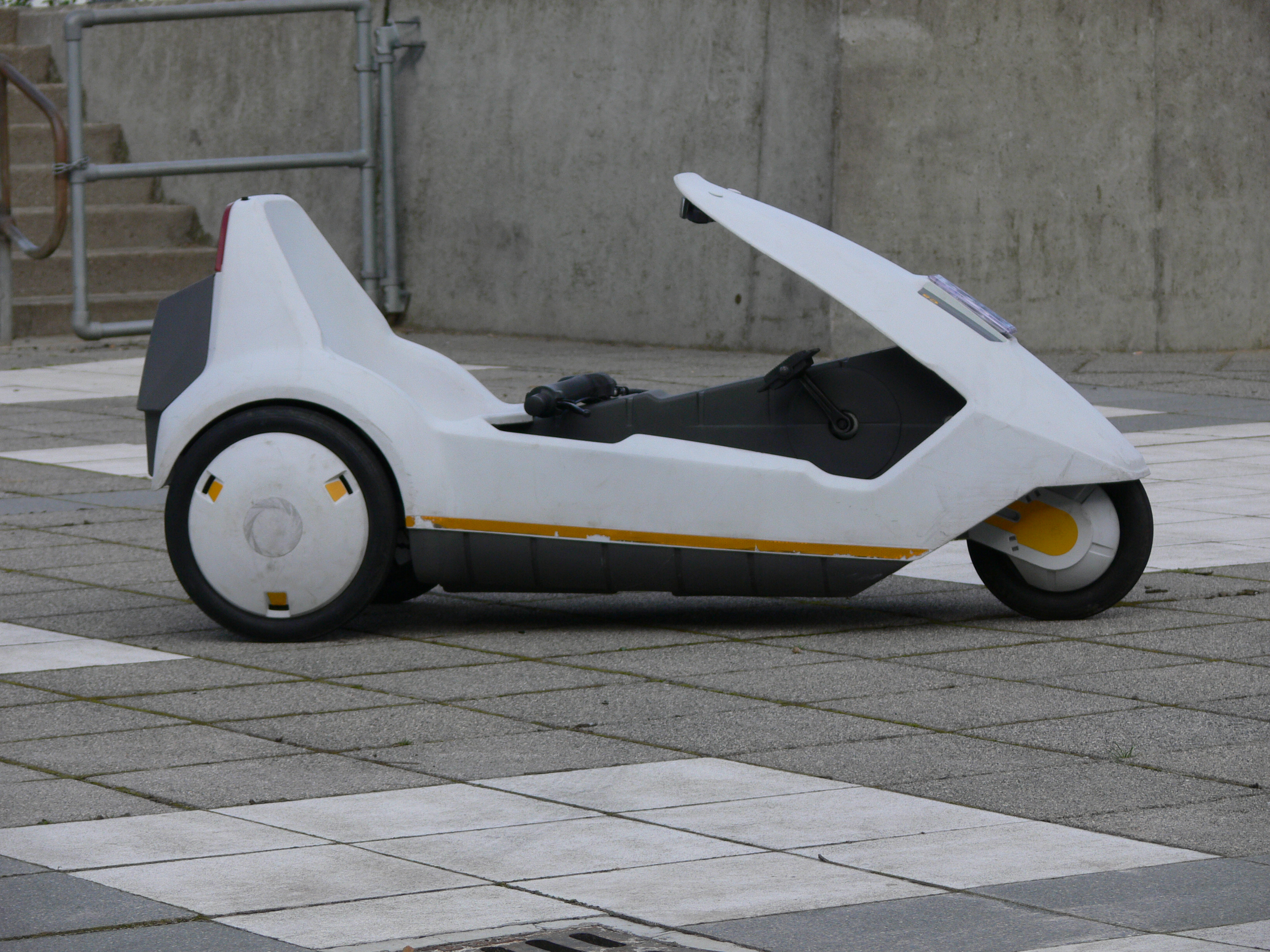
Sinclair C5

Clive Sinclair, właśc. sir Clive Marles Sinclair (ur. 30 lipca 1940 w Richmond, zm. 16 września 2021 w Londynie) – brytyjski wynalazca i konstruktor, znany przede wszystkim z konstrukcji komputerów domowych serii Sinclair: ZX-80, ZX-81 i ZX Spectrum. Był prezesem brytyjskiego oddziału Mensy w latach 1980-1997.

## Życiorys
Urodził się 30 lipca 1940 w Richmond nad Tamizą, w Anglii.
W 1957 roku przerwał naukę w St George's College i rozpoczął pracę redaktora w „Practical Wireless”, brytyjskim piśmie zajmującym się zagadnieniami techniki radiowej oraz rodzącej się wówczas elektroniki. W 1958 roku został przyjęty do stowarzyszenia Mensa.
W 1961 roku założył swoją pierwszą firmę Sinclair Radionics, w której podjął produkcję radioodbiorników tranzystorowych, a od 1973 również kalkulatorów. We wrześniu 1973 powołał do życia przedsięwzięcie biznesowe pod nazwą Ablesdeal Ltd. Firma ta wielokrotnie zmieniała nazwę. Były to: Westminster Mail Order Ltd w lutym 1975, Sinclair Instruments Ltd w sierpniu tego samego roku, Science of Cambridge Ltd w lipcu 1977, Sinclair Computers Ltd w listopadzie 1980, aby ostatecznie w marcu 1981 roku przekształcić się w Sinclair Research Ltd.
Jeszcze w Science of Cambridge Ltd została opracowana pierwsza konstrukcja komputera domowego ZX-80. Ukazał się on na rynku w 1980 roku i został sprzedany w liczbie ok. 50 tys. sztuk. Jego następcą był ZX-81. Jednak największym sukcesem Sinclaira było ZX Spectrum. Konstrukcja ujrzała światło dzienne w kwietniu 1982 i podbiła świat.
W 1983 roku za ten sukces Clive Sinclair otrzymał z rąk królowej brytyjskiej honorowy tytuł szlachecki.
W kolejnych latach działania Sinclaira nie zawsze były trafione. Przykładem tego był model Sinclair QL. Miał być on przełomem na rynku klientów biznesowych, ale mimo nowatorskiej, jak na tamten czas architektury, nie zdobył większej popularności. Ostatecznie zmusiło to Sinclaira do tego, aby 7 kwietnia 1986 roku za 5 mln funtów brytyjskich odsprzedać prawa do wszystkich produktów firmie Amstrad Alana Sugara.
Innym nietrafionym produktem był elektryczny samochód Sinclair C5.
Firma Sinclair Research Ltd istniała nadal po jego śmierci i rozwijała koncepcje inżynierskie Sir Clive'a Sinclaira. W 2022 r. została przejęta przez Altasciences.